# Vægtstangsprincip
Vægtstangsprincippet er den gængse betegnelse på forøgelsen af et kraft-moment i et simpelt system der omfatter et fast punkt (forankring) og en genstand (ex en stang) forbundet hertil. I al sin enkelhed er det også et af de grundlæggende og effektive principper i kraftudveksling - ex kran-løft.

## Beskrivelse
En primitiv løftestang (eller vægtstang) består dels af en stang – det kan f.eks. være en gren, et bræt eller en metalstang – dels af et støttepunkt – det kan f.eks. være en sten.
Løftestangen placeres med en ende under emnet der skal løftes. Støttepunktet placeres mest fordelagtigt nær ved genstanden der skal løftes. 'Systemet' sættes i gang når der presses på løftestangens modsatte ende. Jo nærmere emnet findes til støttepunktet - i forhold til det kraftpåvirkede punkts afstand til støttepunktet - des mere kraft overføres til løftet.
Kraftmomentet (Arbejde:SI-enhed N·m) er i dette tilfælde et produkt mellem den retningsgivne kraft (Kraft:SI-enhed N) og distancen (radius:SI-enhed M) mellem understøttelsespunktet og det kraftpåvirkede punkt - produktet kaldes også torque eller drejningsmoment.
Der er i dette system to distancer og to kræfter, men kun ét drejningsmoment - se figur 1:
{\displaystyle T_{1}=F_{1}D_{1}=F_{2}D_{2}=T_{2}\!}   (& {\displaystyle T_{1}=T_{2}\!}),
og
{\displaystyle {\frac {F_{2}}{F_{1}}}={\frac {D_{1}}{D_{2}}}.\!}
Det kan også skrives som en mekanisk fordel (engelsk: mechanical advantage), formelt kaldet gearing eller kraftudveksling (KU):
{\displaystyle KU={\frac {F_{2}}{F_{1}}}={\frac {D_{1}}{D_{2}}}.\!}
For en løftestang, hvis lange arm er a gange længere end den korte arm, er den kraft, den lange arm skal påvirkes med for at opnå ligevægt, derfor a gange mindre end kraften på den korte arm.

## Eksempler
Vægtstangsprincippet findes f.eks. i:
- Den klassiske løftestang, nutildags også som koben
- Den klassiske vægt, bismervægten og skålvægten

Andre simpelt fæstnede løfte/vægtstænger:
- En blide, en tang, en saks eller også en vippe (en) på en legeplads hvor de tungere børn sidder nærmere midten og de mindre børn derfor kan presse deres ende af vippen til jorden.

Vægtstangen, forstået som et alment princip, er en enkel maskine og forekommer som et element i mere sammensatte mekaniske systemer, ex flerledsmekanismer. 
I den biologiske verden agerer knogler med påhæftede sener (kraftformidler) + muskler (kraftudøver) ved ledbevægelser med et omdrejningspunkt (knogleled). Også ambolten og hammeren i mellemøret fungerer begge som en slags løftestænger.
Et hjul-og-aksel system er også en enkel maskine, men kan godt beskrives som radialt fæstnede løfte/vægtstænger.
Ex. et gammeldags anker-spil, pedalarme på en cykel eller vandmøllehjulets skovle påvirker akslen med en kraft overført gennem de radialt fæstnede greb/pedaler/skovle.